# لاش یوران کارلسون
لاش یوران کارلسون (سوئدی: Lars Göran Carlson؛ زادهٔ ۳۰ اوت ۱۹۳۶) بازیگر، کارگردان فیلم و بازیگر اهل سوئد است.
از فیلم‌هایی که او در آن‌ها نقش داشته است، می‌توان به بازجویی اشاره نمود.